# 김순악
김순악(1928년 6월 10일 ~ 2010년 1월 2일)은 일본군 위안부 피해자이자 대한민국의 인권운동가이다.

## 생애
1928년 경북 경산에서 마을에서 가장 가난한 소작농의 딸로 출생하였다. 삼남매의 첫째로 외딸이었다. 실공장에 취직시켜준다는 말에 속아 일본군 위안부로 끌려갔다. 중국 지자루(치치하루)에 위치한 위안소에서 하루에 많게는 30~40명의 일본 군인과 성관계를 해야하는 생활이 이어졌다. 일본 패망 후 열여덟의 나이로 고향에 돌아와 술장사, 밥장사, 식모를 하며 생계를 유지했다. 2000년 1월 대한민국 정부에 의해 일본군 위안부 피해자로 지정되었으며 이 때부터 이용수 등과 수요집회에 참여하며 일본 정부에게 피해 보상을 요구하는 활동을 했다. 2010년 1월 "내가 죽어도 내게 일어났던 일은 잊지 말아 달라"고 유언하며 위안부 역사관 건립을 위해 5천400여만원을 남겼다.